# 泳衣

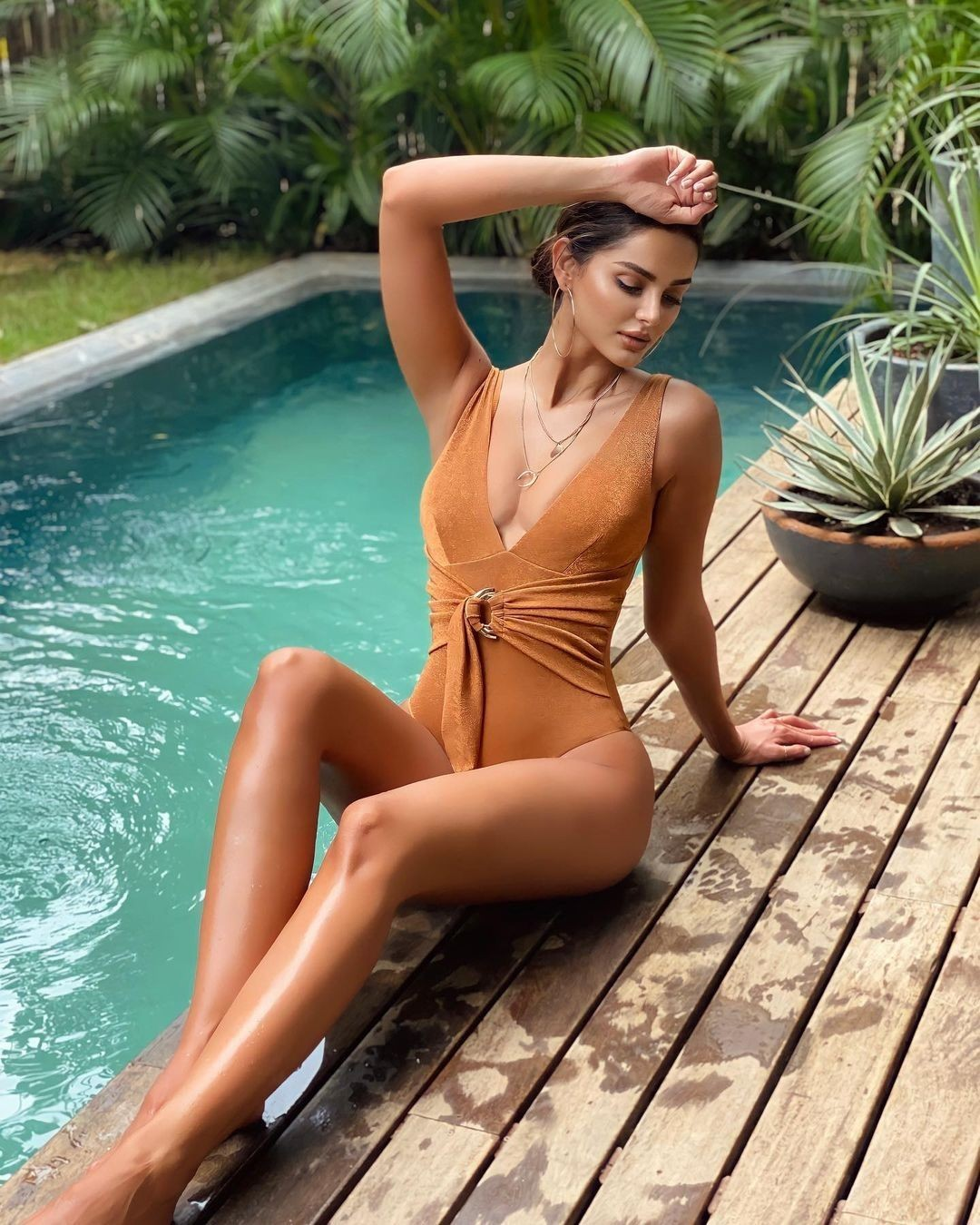
現代女性用泳衣

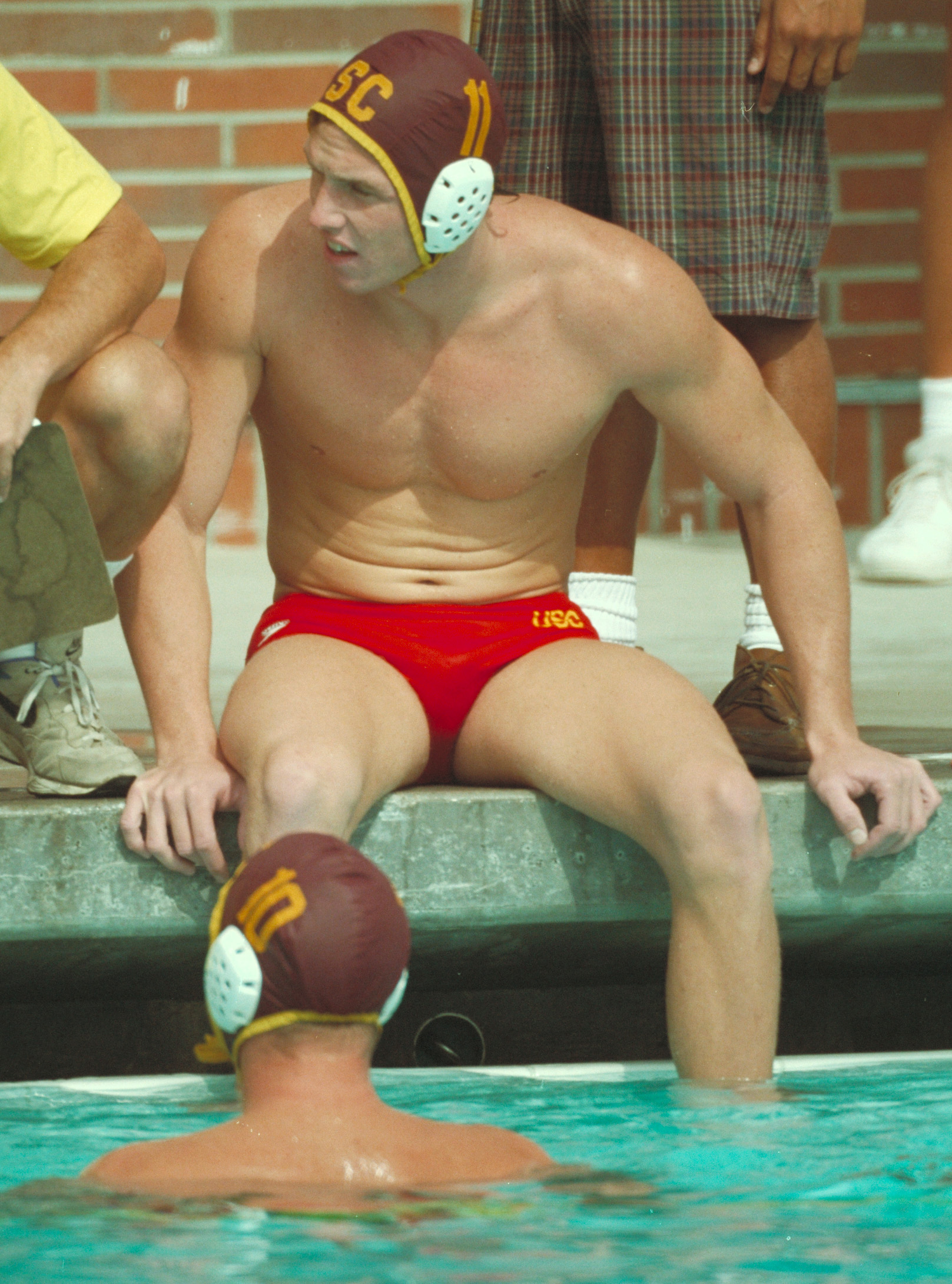
三角泳裤是男子水球選手的標準穿着。

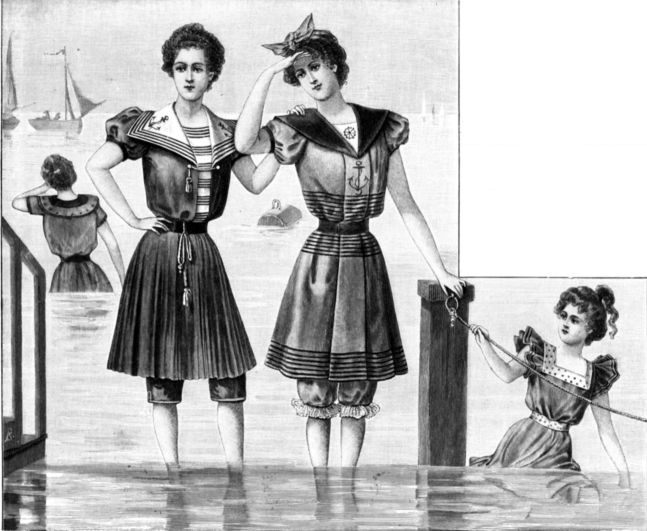
20世紀初的女性用泳衣

泳衣，又稱泳装、水着，泛指從事游泳、潜水、冲浪等水中活動時穿著的衣物。一般而言，泳衣緊而富有彈性，相當紧身，以方便人們從事水中活動，女性的一般則為一件式連身遮住身體或兩件式遮住胸部和私处，男性的一般只遮住私处。主要遮住三點部位樣式的（比基尼泳衣）。

## 歷史與發展
在古代原本並沒有特定的泳衣，許多人游泳時直接裸身入水，但是在庞培城的遺址裡確發現了一些壁畫顯示當時婦女從事水中活動時會穿著類似現代比基尼泳衣的服裝，到了18世紀時，一些女性開始穿著一種長袍下水游泳，而同時代的男性則穿著一種像長內衣的衣服下水游泳，在19世紀時，女用兩件式的衣裝開始變得風行，而之後到了维多利亚时代，許多人多的海灘蓋起一種設施，以防人與人之間，尤其是異性之間的裸裎相見。
在1907年時，澳洲游泳選手Annette Kellerman前往美國，但之後遭到警方的取締，因為她穿著的泳衣露出手臂、大腿和頸部。
不過之後女性泳衣的設計開始變的較為開放，到了第二次世界大戰結束之後，比基尼泳衣終於誕生。
時至今日，泳衣的發展仍在持續。
2009年6月1日，英國廠商推出用一種特殊布料製作的泳衣。這種料子上有極小的洞，因為肉眼看不到，所以不可能走光，卻可以讓八成的陽光透過，即使穿上泳衣也能曬太陽，不用擔心脫光後身上會出現一件白色泳衣了。

## 材质
1920年代，人造丝被用来制造紧身的泳衣。但它的耐久性，尤其是湿的时候，出现了问题。从30年代开始，人们开始使用新材料来生产泳衣，特别是乳胶和尼龙。从此之后，泳衣逐渐开始流行。